# Ramazan Abbasov
Ramazan Fazil oğlu Abbasov, född 22 september 1983 i Salach, är en azerbajdzjansk fotbollsspelare som för närvarande spelar för den azerbajdzjanska klubben Ravan Baku. Abbasov har även spelat för det azerbajdzjanska herrlandslaget i fotboll, där han gjorde sin senaste landskamp 2007.